# Parc del Foix
El Parc del Foix forma part de la Xarxa de Parcs Naturals protegits, promoguts i gestionats per la Diputació de Barcelona.
El Parc és gestionat pel Consorci del Parc del Foix, integrat per la Diputació de Barcelona i els Ajuntaments de Castellet i la Gornal i Santa Margarida i els Monjos. El Pla Especial del Pantà del Foix, aprovat el 28 de juliol de 1993, és la figura urbanística que garanteix la preservació dels valors naturals i culturals del parc i permet regular els seus usos, ordenar el territori d'acord amb criteris paisatgístics i ecològics, i definir el sistema d'equipaments necessaris.

## Localització
Es troba als contraforts del Massís del Garraf, entre les comarques de l'Alt Penedès, el Baix Penedès i el Garraf, és a dir, al centre geomètric i per tant, equidistant, del triangle Vilanova i la Geltrú, El Vendrell i Vilafranca del Penedès, capitals de les tres comarques. Comprèn una superfície aproximada de 3.157 ha.
El parc està situat a la continuació del massís del Garraf i la posició de l'embassament ve determinada per la conca del riu Foix, ja que està situat a l'últim tram de l'esmentada conca. El pantà conté un embassament que fou inaugurat el 1928 i es troba al municipi de Castellet i la Gornal.

## El relleu
El pantà del Foix, que recull les aigües del riu del mateix nom, es troba en el sector més meridional de la depressió del Penedès, una plana allargada d'orientació NE-SO, situada entre la Serralada Prelitoral i  Litoral catalana, que pel sud acaba obrint-se al mar. Geològicament, aquesta vall està farcida de materials sedimentaris miocens, amb gruixos de fins a 500 metres. Els marges muntanyencs estan constituïts per formacions rocoses que recorden la seva proximitat al massís del Garraf. El protagonisme geològic d'aquestes elevacions correspon a la roca calcària, que genera un paisatge peculiar, el carst, caracteritzat per la presència de coves.

## Vegetació

### Alzinars i pinedes
El Parc del Foix presenta ambients ecològics ben diferenciats. L'alzinar creix, de forma molt localitzada i sovint barrejat amb pins, en les zones més ombrívoles i humides, mentre que les pinedes de pi blanc dominen en els llocs més secs i assolellats. En aquests ambients podem trobar el margalló i altres arbustos com el llentiscle, el garric, l'arbocer, l'aladern, el boix, el bruc, l'estepa, i plantes aromàtiques com el romaní o la farigola.

### Els ambients de ribera
Els ambients ecològics associats al curs del riu, a les  rieres,  afluents i, sobretot, al pantà, tenen un interès molt destacat en el context d'un territori sec i deficitari en precipitacions. En els marges del riu Foix i d'algunes rieres, com la de Marmellar i la de Llitrà, també en determinats sectors del pantà, trobem exemples de vegetació de ribera, constituïda per espècies com els freixes, verns, àlbers, oms, pollancres o salzes, acompanyats d'un sotabosc integrat per l'arç blanc, l'emboratxacabres, l'esbarzer, l'heura i la lleteresa.
El mirtal és una formació vegetal de gran valor, associada a les rieres dels voltants del pantà de Foix. Allí creixen espècies com la murta, el margalló, el llentiscle, l'arítjol i el càrritx (Ampelodesmos mauritanica).

### Els cultius
Els cultius, en pla o en terrassa, constitueixen un altre dels ambients ecològics característics del Parc del Foix. Aquests ambients d'interregne entre el mitjà natural i el mitjà humà compleixen un paper primordial de refugi i de font d'aliments per a moltes espècies animals. Destaca, tradicionalment, el cultiu de la vinya i, de forma més minoritària, el dels arbres fruiters, com l'ametller i l'olivera, i l'horta.

## Fauna
La gran varietat d'ambients del Parc del Foix acull un gran varietat faunística.
La qualitat de l'aigua és fonamental per a la vida de les plantes i els animals que seran l'aliment de moltes espècies d'ocells. Els ànecs collverd, els xarxets, les polles d'aigua i altres aus es poden alimentar d'algues, llavors i plantes aquàtiques. Els bernats pescaires, els martinets i els blauets basen la seva alimentació en la captura de peixos, amfibis i invertebrats aquàtics. A més, encara hi trobem tot un seguit d'ocells insectívors com ara els corriols, els balquers i els rossinyols, que es dediquen a capturar larves, mosquits, cucs i altres invertebrats. Probablement, doncs, la fauna aquàtica sigui la més rellevant al Parc del Foix. Del grup dels peixos, el més abundant és la carpa, però no hi manca l'anguila o la bagra. Les tortugues d'aigua i les serps d'aigua, entre els rèptils i els amfibis, com ara granotes, gripaus i salamandres, també són espècies faunístiques lligades al medi aquàtic.
Respecte als ocells hi ha més de 150 espècies catalogades. Entre els ocells aquàtics que s'hi veuen tot l'any hi ha el bernat pescaire, el martinet, els ànecs, els cabussets, les fotges i les polles d'aigua. D'uns anys ençà, a l'època de nidificació, cabussets, fotges, balquers i molts altres ocells es reprodueixen habitualment a l'entorn dels canyissars. A l'hivern, s'hi apleguen moltes espècies provinents del Nord d'Europa: esplugabous, ànecs, corbs marins, etc. Altres aus, com ara el martinet de nit, les xivites o l'àliga pescadora, s'hi aturen uns dies per reposar dels llargs viatges migratoris. També a les èpoques de migració, el pantà és un espai utilitzat. En total, en els darrers cinquanta anys s'han citat 210 espècies d'ocells durant l'època migratòria.
Altres ambients humits com les basses són refugi d'amfibis com la salamandra, la granoteta de Sant Antoni, la granota verda o el gripau comú.
A les zones boscoses hi viuen mamífers com el teixó, la geneta, la guineu, el senglar i aus com el xoriguer, el gaig, la mallerenga blava i el tudó, mentre que al roquissar podem trobar alguns rèptils com el llangardaix, la serp blanca i la serp verda, i algunes rapinyaires com l'àliga cuabarrada. Les coves acullen diversos animals cavernícoles, com algunes espècies de ratpenats, i als ambients humits, hi trobem de manera abundant l'òliba i el dragó.

## Patrimoni cultural
El Foix ha tingut un paper destacat com cruïlla de civilitzacions. En temps iberorromans creuava la via de Tarraco a Bàrcino, i a l'edat mitjana es va convertir en frontera entre cristians i musulmans. D'aquesta època daten el Castell de Penyafort i el Castell de Castellet, que van tenir un gran valor estratègic. Més recentment, nombroses masies són testimonis d'un temps en què la trilogia mediterrània (oli, blat i vinya) presidia l'agricultura de la zona. Per altra banda, les canyades, o antics camins de transhumància, mostren la importància que va tenir la ramaderia.

## Activitats i programes

### Programa Viu el parc
Viu el parc és un programa organitzat per l'Àrea d'Espais Naturals i Infraestructura Verda de la Diputació de Barcelona amb la col·laboració dels ajuntaments de Castellet i la Gornal i Santa Margarida i els Monjos.
Es desenvolupa entre els mesos de setembre i desembre i ofereix una sèrie d'activitats plàstiques, escèniques, musicals, literàries, folklòriques i de difusió del patrimoni natural i cultural que es porten a terme tant a l'interior del Parc com en els municipis que tenen el seu terme municipal dins dels límits de l'espai protegit. El programa inclou en cada edició un apartat específic adreçat als escolars dels municipis del parc.

### Programa escolar ‘Coneguem els nostres parcs'
‘Coneguem els nostres parcs' és un programa d'educació ambiental destinat a promoure el coneixement dels espais naturals entre els docents i els escolars de la província de Barcelona. La participació en l'activitat és totalment gratuïta. El programa és una iniciativa de l'Àrea d'Espais Naturals i Infraestructura Verda de la Diputació de Barcelona en col·laboració amb els ajuntaments que hi participen.
L'activitat s'adreça específicament al sisè nivell de l'educació primària i consta de dues fases que tenen lloc en dos dies diferents: una sessió de treball a l'escola i una visita al parc. Els espais naturals que es visiten són el Parc del Montnegre i el Corredor, el Parc Natural del Montseny, el Parc Natural de Sant Llorenç del Munt i l'Obac, el Parc del Garraf, el Parc d'Olèrdola i l'Espai Natural de les Guilleries-Savassona.
La filosofia del programa és sensibilitzar els participants sobre el valor social i ecològic dels espais naturals, en els quals es du a terme una gestió activa de conservació que cerca l'equilibri entre el manteniment dels ecosistemes, el desenvolupament socioeconòmic de la població i l'ús públic de l'espai.

## Patrimoni
El poble de Castellet conté un castell que antigament feia de porta al massís del Garraf i a l'embassament. A més a la resta del parc s'hi troben un aqüeducte d'estil romànic i diverses masies.